# 当別町立当別中学校
当別町立当別中学校（とうべつちょうりつとうべつちゅうがっこう）は、北海道石狩郡当別町下川町125-11にあった公立中学校。

## 概要
- 校舎は鉄筋コンクリートの二階建て。
- 校章は六角形で雪の結晶をあらわし、北海道の学校であることを示している。まわりには「当」、中央に「中」の字を置くことで当別中学校を示している。

## 沿革
- 1947年（昭和22年）5月 - 開校
- 1947年（昭和22年）7月 - 町制施行により当別町立当別中学校と改称
- 2003年（平成15年） - 吹奏楽部が第3回東日本学校吹奏楽大会中学校の部にて金賞
- 2011年（平成23年）12月25日 - 男子バスケットボール部が第26回北海道中学校バスケットボール新人大会（南北海道大会）で優勝
- 2016年（平成28年）4月 - 当別町立弁華別中学校を統合
- 2017年（平成29年）4月 - 小中一貫教育導入
- 2018年 - 2022年に当校校敷地に当別町立当別小学校を統合し、義務教育学校化する構想を策定[1]
- 2022年（令和4年）
  - 3月31日 - 当別町立当別小学校と統合により廃校
  - 4月1日 - 義務教育学校である当別町立とうべつ学園が開校

## 教育方針
1. 明るく活気があり、心の居所のある学校
2. どの生徒も安心して楽しく生き生きと学び、夢や感動のある学校
3. 生徒・保護者・地域の期待と信頼に応える学校

## 教育目標
- 真剣に学び 自己を高めよう
- 協力しあい責任ある行動をとろう
- 自ら実行し最後までやりぬこう
- 美しいものに感動できる豊かな心をもとう
- 体を鍛えたくましくなろう

## 部活動
- 運動部

野球、バスケットボール、剣道、卓球、陸上
- 文化部

吹奏楽、美術